# Rhodostrophia tristrigalis
Rhodostrophia tristrigalis là một loài bướm đêm trong họ Geometridae.